# Gulen
Gulen er en kommune i Vestland fylke i Norge. Den grænser i øst til Høyanger og i sydøst Masfjorden. Syd for Fensfjorden ligger Lindås, Austrheim og Fedje i i Hordaland fylke, vest for Sognesjøen er Solund og nord for Sognefjorden er Hyllestad.

## Geografi
Gulen består af 1 500 øer, holme, skær og mange små krydsende dalstrøg på fastlandet. Kommunen omfatter dels småkuperede og træfattige strandflader, dels av fjordlandskaber med mere frugtbart morænelandbrug og fjelde indenfor.
Kommunen er afgrænset af Sognefjorden i nord, Nordsøen i vest, Fensfjorden i syd og fjeldene i Stølsheimen i øst. Det højeste punkt er Svadfjellet der er 878 moh. De største øyer er Sandøyna, Hisarøyna, Byrknesøyna, Mjømna og Hille. Det er fem længere fjorde i kommunen: Risnefjorden (arm af Sognefjorden), Gulafjorden som deler sig i Nordgulfjorden, Austgulfjorden og Eidsfjorden.

## Historie
I Gulen, forementlig ved Eivindvik lå Gulatinget, der er Norges ældste tingsted, hvor Gulatingslovene blev til; De er de ældste kendte retsregler i Norden.
Gulen kommune blev oprettet i 1837 som Evenvik formandskabsdistrikt, senere Evenvik kommune. 1. juli 1890 blev kommunens navn ændret til Gulen.
I 1850 blev Brekke fradelt som selvstændig kommune. Evenvik havde efter dette 3.944 indbyggere. I 1858 blev Sulen (Solund) fradelt som selvstændig kommune. Indbyggertallet var da 3.018.
1. januar 1964 blev Brekke og det meste af Gulen slået sammen til nutidens Gulen kommune med 3.250 indbyggere. Losna med 40 indbyggere blev samtidig overført til Solund kommune.

## Personer fra Gulen
- Mons Breidvik († 1950), billedkunstner, født i Brekke i Gulen[1]